# SJR
SJR är ett av Sveriges större bemannings- och rekryteringsföretag med fokus på personal inom Ekonomi, Bank och Finans och har funnits sedan 1993. Senare har även specialistområdena HR, Supply Chain, IT samt Executive Search tillkommit. SJR tillhör Ogunsenkoncernen där även Wes - Women Executive Search ingår. Företaget har kontor i Stockholm, Göteborg, Malmö, Helsingborg och Uppsala. Huvudkontoret ligger på Humlegårdsgatan 20 i Stockholm.
SJR har ca 550 anställda, både som konsulter samt som kontorsanställda.